# Vaccinia virus
Vaccinia virus (virus vakcinie, VACV nebo VC) je virus patřící do čeledi Poxviridae. V současnosti se využívá především jako vakcína proti onemocnění pravými neštovicemi.

## Historie
Původně se vakcinace proti pravým neštovicím prováděla primitivním procesem zvaným variolace, kdy byl pacientovi podán virus variola (původce onemocnění) přímo z vředů infikované osoby pomocí insuflace nebo skarifikace. Výsledkem byly velice těžké průběhy onemocnění s vysokou úmrtností. V roku 1798 použil anglický lékař Edward Jenner k vakcinaci proti pravým neštovicím příbuzný virus kravských neštovic, což byl mnohem bezpečnější zákrok a tento způsob vakcinace se stal velice populární. Po určité době se však zjistilo, že virus užívaný ve vakcínách není, nebo už dlouho nebyl, totožný s virem kravských neštovic a dostal tak jméno "vaccinia" neboli virus vakcinie.

## Původ viru
Virus vakcinie je původem blízký viru kravských neštovic, v minulosti se také dost často zaměňovaly. Přesný původ viru však není znám. Nejčastější představa o jeho původu je ta, že sdílí společného předka s virem kravských neštovic, virem variola a jinými viry z čeledi Poxviridae. Existují také spekulace o možném vzniku z viru koňských neštovic (až 99% podobnost).

## Charakteristika
Virus patří mezi obalené DNA-viry. DNA se skládá ze dvou lineárních řetězců, přibližně 190 kbp dlouhých, a obsahuje asi 250 genů. Virion má rozměry 360 × 270 × 250 nm, tudíž se VACV řadí mezi velké viry. Množí se, na rozdíl od většiny DNA-virů, v cytoplasmě buňky, ne v jádře. Komplexní genom je dostatečně veliký nato, aby se do viru mohly vkládat cizí geny, což z něj dělá ideální rekombinační vektor.

## Životní cyklus
Během svého životního cyklu produkuje VACV čtyři infekční formy, lišící se od sebe vnější membránou.
Nejčastější formou je intracelulární zralý virion (anglicky intracelular mature virion, IMV) s jedinou lipoproteinovou vrstvou, který vzniká v cytoplazmě z neinfekčních prekurzorů a nezralé virové částice (immature virus, IV) a je odpovědný za přenos viru mezi hostiteli. IMV částice jsou pomocí mikrotubulů přenášeny k endozomům nebo k trans-Golgiho aparátu, kde se obalují dalšími dvěma vrstvami fosfolipidové membrány.
Takhle vznikají intracelulární obalené viriony (intracelular enveloped virion, IEV). IEV částice se pak opět pomocí mikrotubulů pohybují k buněčnému povrchu, kde jejich vnější dvojitá membrána fúzuje s buněčnou plazmatickou membránou a částice se vystavují na povrch buňky. Pokud částice zůstává na povrchu, nazývá se buněčný obalený virion (cell enveloped virion, CEV), anebo pokud je vypuzena pryč z buňky, tak se nazývá extracelulární obalený virion (extracelular enveloped virion, EEV). CEV částice jsou důležité v mezibuněčném šíření viru, kdežto částice EEV mají roli v šíření na větší vzdálenosti.

## Využití jako vakcína
Jelikož orthopoxviry mají vysoce konzervovanou morfologii strukturních proteinů, aktivují v hostiteli podobné antigeny. Proto je virus vakcinie využíván hlavně jako vakcína proti příbuznému viru variola, původci pravých neštovic. V 60. až 70. letech, kdy probíhala celosvětová vakcinační kampaň proti neštovicím, propagovaná Světovou zdravotnickou organizací (WHO), pomohl tento virus k masívnímu vymýcení neštovic z populace. Po tomhle úspěchu zaznamenal vývoj vakcín na bázi VACV dramatický vývoj, který pokračuje neustále dodnes.

### Vakcíny 1. generace[2]
Vakcíny 1. generace se zrodili na počátku 60. let. Většina z nich byla vyráběna ve Spojených státech kultivací na zvířecí kůži (používala se kůže telat, ovcí nebo zajíců). Mezi představitelé této generace patří:
- kmen NYCBH (New York City Board of Health): k vakcinaci v USA nebo v západní Africe

- kmen Dryvax: vakcinace jen v některých amerických státech, vyráběn na kůži telat infikovaných kmenem NYCBH

- kmen EM-63: vyráběn v Sovětském svazu, sloužil k vakcinaci i v jiných zemí např. v Indii
- kmen Lister/Elstree: vyráběn britskou společností Lister Institute, na začátku 70. let byl nejrozšířenější vakcínou
- jiné kmeny: Paris, Bern, Copenhagen Tian Tian (Čína), Dairen (Japonsko)

### Vakcíny 2. generace[2]
Využívaní zvířat pro produkci vakcín nevyvolávalo dobré ohlasy ve veřejnosti a časem se vyskytly také i některé výrobní potíže s kontrolou mikrobiální asepticity. Proto se spustil vývoj "vakcín 2. generace". Zde se pro výrobní účely využívali kultury tkáňových buněk nebo embryované kuřecí vajíčka (v Japonsku se užívali jejich fibroblasty).
- ACAM2000: odvozen z kmene Dryvax, od roku 2007 licencovaná vakcína ve Spojených státech

### Vakcíny 3. generace[2]
Vakcíny 1. a 2. generace se ukázaly jako dostatečné prevence proti onemocnění pravých neštovic. Nicméně pořád existuje skupina lidí s kontraindikacemi, který vylučují očkování těmito typy vakcín. Proto se výzkum zaměřuje na vývoj třetí generace VACV vakcín, které by měly být bezpečnější a přitom imunogenní. Zde se už uplatňuje pozměňování divokých kmenů viru za účelem vytvoření virové částice, která se v buňkách nereplikuje nebo je značně oslabená.
Jednou z nejběžnějších metod takovéhoto pozměnění viru je vícenásobné pasážování v tkáňových kulturách z různých hostitelů. To má za následek i změnu některých vlastností viru např. genomová kompozice nebo širší hostitelská specifita.
- LC16m8 (Lister clone 16m8)
- Modified Vaccinia Ankara (MVA)
- kmen Dairen I (DIs)

### Vakcíny 4. generace[2]
Čtvrtá generace vakcín je vyráběna už pokročilejšími technikami genetického inženýrství. Virus je oslabován takovými metodami jako jsou např. delece, inzerce (např. genů pro aktivaci IL-2 nebo INF-γ) nebo interrupce virových genů souvisejících s utlumováním imunitní odpovědí hostitele.
- kmen NYVAC: odvozen z kmene Copenhagen, delece 18 ORF (open reading frame) míst
- jiné příklady delece genů VACV: gen B8R (neschopnost blokace aktivity hostitelských cytokinů), B13R a B22R (oslabená replikace a patogenita), C12L (neschopnost tvořit interleukin-18 vážící protein), fragmenty s geny M1L, M2L, K1L a K2L (mutace vede k širšímu rozmezí hostitelů viru) ai.

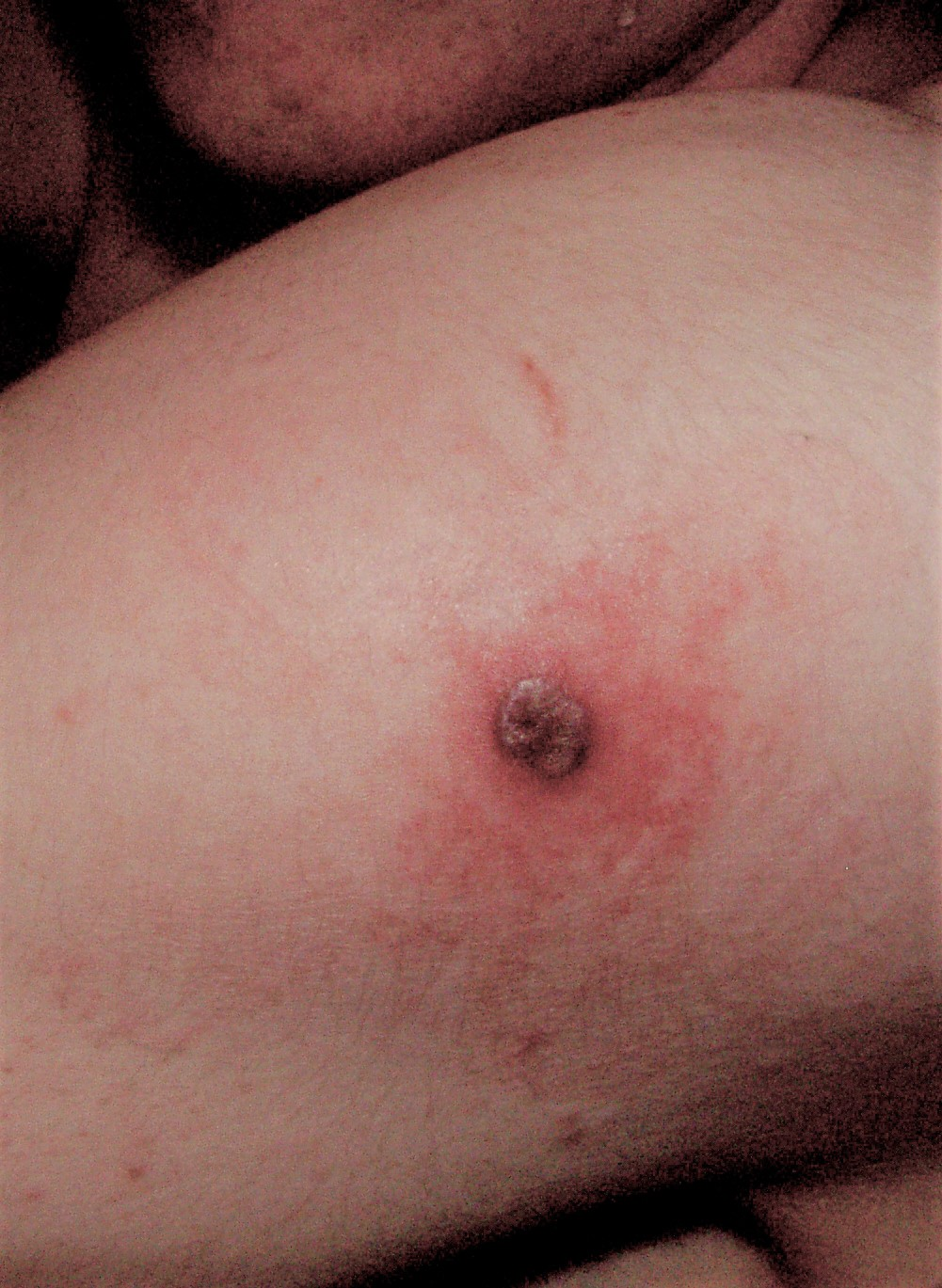
Místo vpichu vakcíny po několika dnech

### Vedlejší účinky
U zdravých jedinců se v souvislosti s vakcinací častokrát nevyskytují žádné vedlejší účinky nebo jiné zdravotní potíže, a pokud ano, tak mají jen mírný průběh (vyrážky nebo horečka). Jisté závažnější komplikace (např. kožní léze, svědění, ekzémy, atopická dermatitida, edémy, vředy, nekrózy kůže, panikulitida, nebo post-vakcinační encefalitida) se vyskytovaly s použitím vakcín 1. a 2. generace nebo se vyskytují u imunodeficientních pacientů.

## Další využití
Kromě vakcín může mít virus vakcinie i jiná využití. Používá se také jako vektor ve genových terapií nebo v genetickém inženýrství při vývoji rekombinantních vakcín, do kterého se vkládají geny určené pro expresi v hostiteli. Díky schopnosti indukovat silnou imunitní odpověď na antigeny spojené s tvorbou tumorů se VACV užívá i v imunoterapii jako onkolytický virus při léčbě rakoviny.

## Rezistence k hostiteli
Virus vakcinie vykazuje rezistenci hlavně k interferonům hostitele, a to díky proteinům kódovaných přímo v jeho genomu. Jsou to proteiny:
- K3L – je homologický s eukaryotickým iniciačním faktorem 2α (eIF-2α) a inhibuje PKR, aktivátor interferonů.[12]
- E3L – také inhibuje PKR, může se vázat i na RNA.[12]
- B18R – slouží přímo jako inhibitor interferonů.[13]